# Cirrhilabrus rubrimarginatus
 Cirrhilabrus rubrimarginatus és una espècie de peix de la família dels làbrids i de l'ordre dels perciformes.

## Morfologia
Els mascles poden assolir els 12,2 cm de longitud total.

## Distribució geogràfica
Es troba des de les Illes Ryukyu fins a les Filipines i Palau, i des d'Indonèsia fins a Vanuatu, Fidji i Tonga.